# Rajko Grlić
Rajko Grlić (Zagabria, 2 settembre 1947) è un regista e sceneggiatore croato.

## Biografia
Rajko Grlić è nato nel 1947 a Zagabria, allora capitale della Repubblica Socialista di Croazia, Repubblica Socialista Federale di Jugoslavia. Suo padre era Danko Grlić, famoso filosofo croato. 
Si è diplomato alla facoltà di cinema dell'Academy of Performing Arts di Praga (FAMU) assieme al regista serbo Emir Kusturica.

## Filmografia
- Kud puklo da puklo (1974)
- Bravo maestro (1978)
- Samo jednom se ljubi (1981)
- U raljama života (1984)
- Za sreću je potrebno troje (1985)
- Il fiume delle acque magiche (Đavolji raj) (1989)
- Čaruga (1991)
- Josephine (2002)
- Karaula (2006)
- Neka ostane među nama (2010)
- The Constitution - Due insolite storie d'amore (Ustav Republike Hrvatsk) (2016)